# Folsomia elongata
Folsomia elongata är en urinsektsart som först beskrevs av Macgillivray 1986.  Folsomia elongata ingår i släktet Folsomia och familjen Isotomidae. Inga underarter finns listade i Catalogue of Life.